# Bulletin of the Fan Memorial Institute of Biology
Bulletin of the Fan Memorial Institute of Biology (abreviado Bull. Fan Mem. Inst. Biol.) fue una revista ilustrada con descripciones botánicas. Se publicó en China desde el año 1929 hasta 1933. Fue reemplazado por Bulletin of the Fan Memorial Institute of Biology; Botany.